# Stylidium nymphaeum
Stylidium nymphaeum är en tvåhjärtbladig växtart som beskrevs av Wege. Stylidium nymphaeum ingår i släktet Stylidium och familjen Stylidiaceae. Inga underarter finns listade i Catalogue of Life.

## Bildgalleri

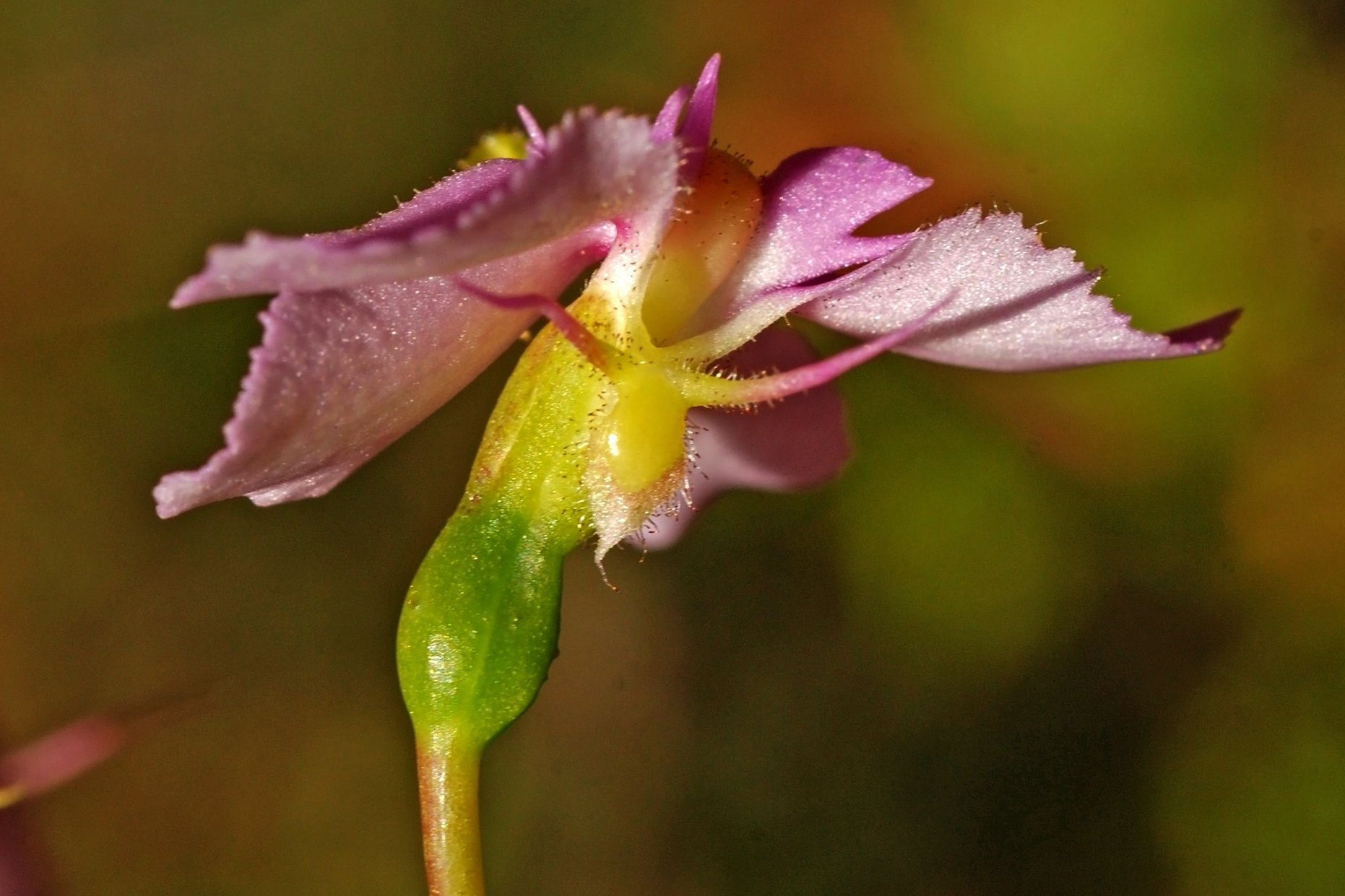